# Adam Beach
Adam Beach, född 1972, är en kanadensisk skådespelare.
Han är Salteauxindian och växte upp på Dog Creek First Nations Reserve vid Manitobasjön. Båda hans föräldrar dog när han var åtta år gammal; hans mor, som var gravid, dog efter att hon blivit påkörd av en rattfyllerist och ambulanspersonalen vägrat komma till reservatet. Åtta veckor efter hennes död drunknade hans alkoholiserade far, Dennis Beach.
Hans första filmframträdande kom när han var 18 år gammal då han medverkade i Lost in the Barrens. Han har ofta spelat indianroller, som till exempel Blue Duck i Comanche Moon och Private Ben Yahzee i Windtalkers. Han spelar även Private First Class Ira Hayes i Flags of Our Fathers.